# Небесне поховання

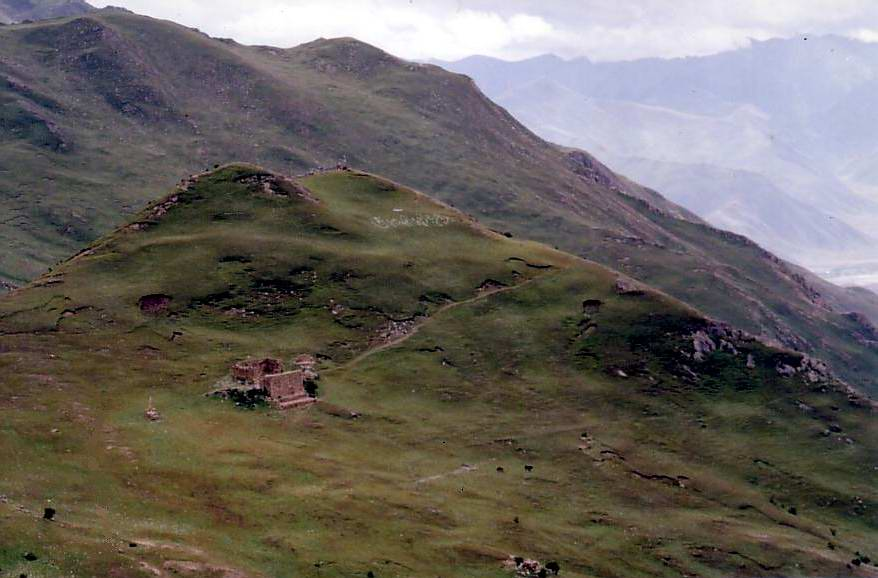
Місце для небесного поховання у долині Єрпа в Тибеті

Небесне поховання — традиційний похоронний ритуал, основний вид поховання в Тибеті та в ряді прилеглих до Тибету районів. Також він називається «роздачею милостині птахам». Згідно з тибетськими віруваннями, душа покидає тіло в момент смерті, а людина на всіх етапах життя повинна намагатися приносити користь. Тому мертве тіло згодовується птахам як останній прояв благодійності.

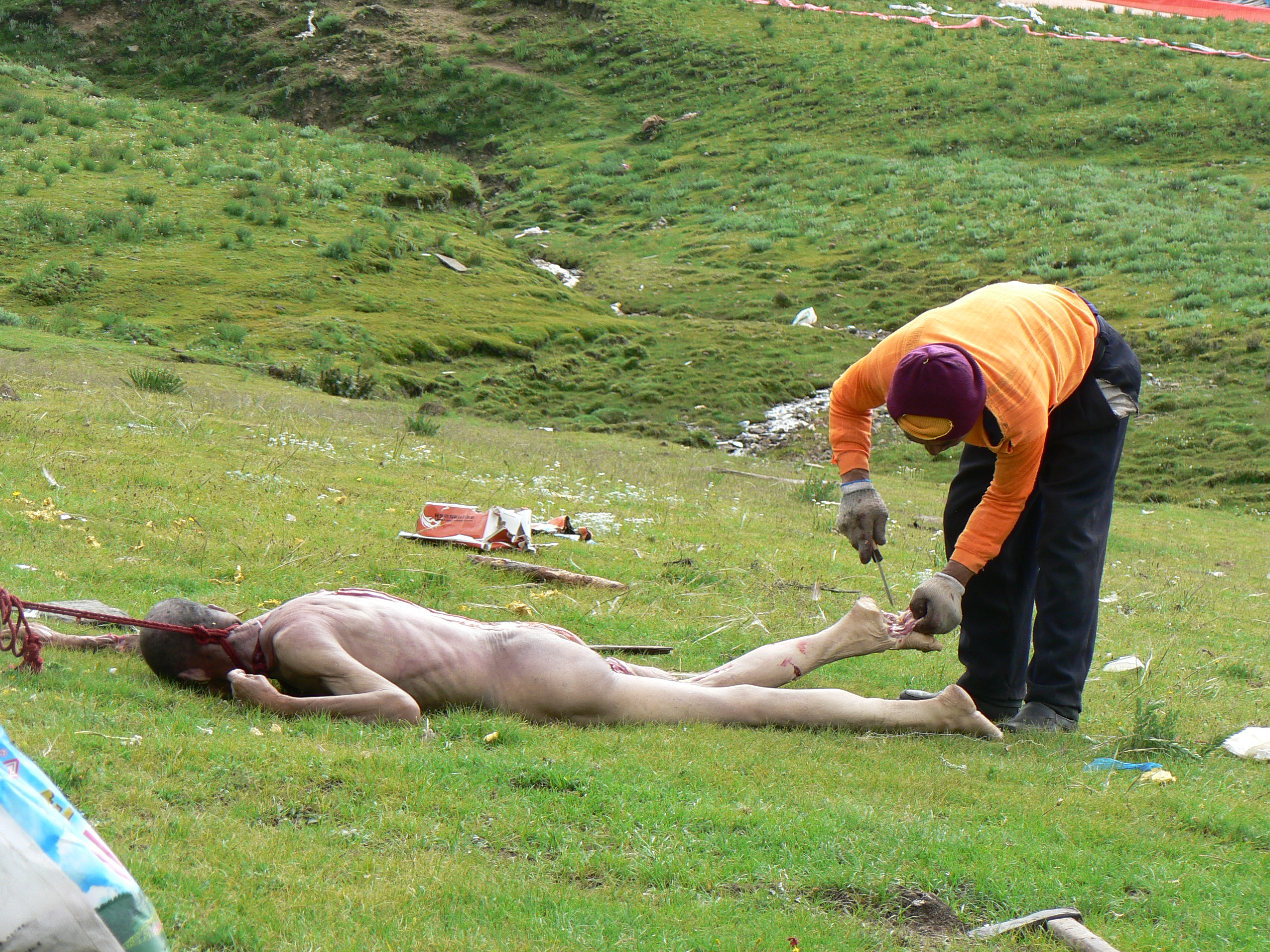
Приготування тіла до небесного поховання

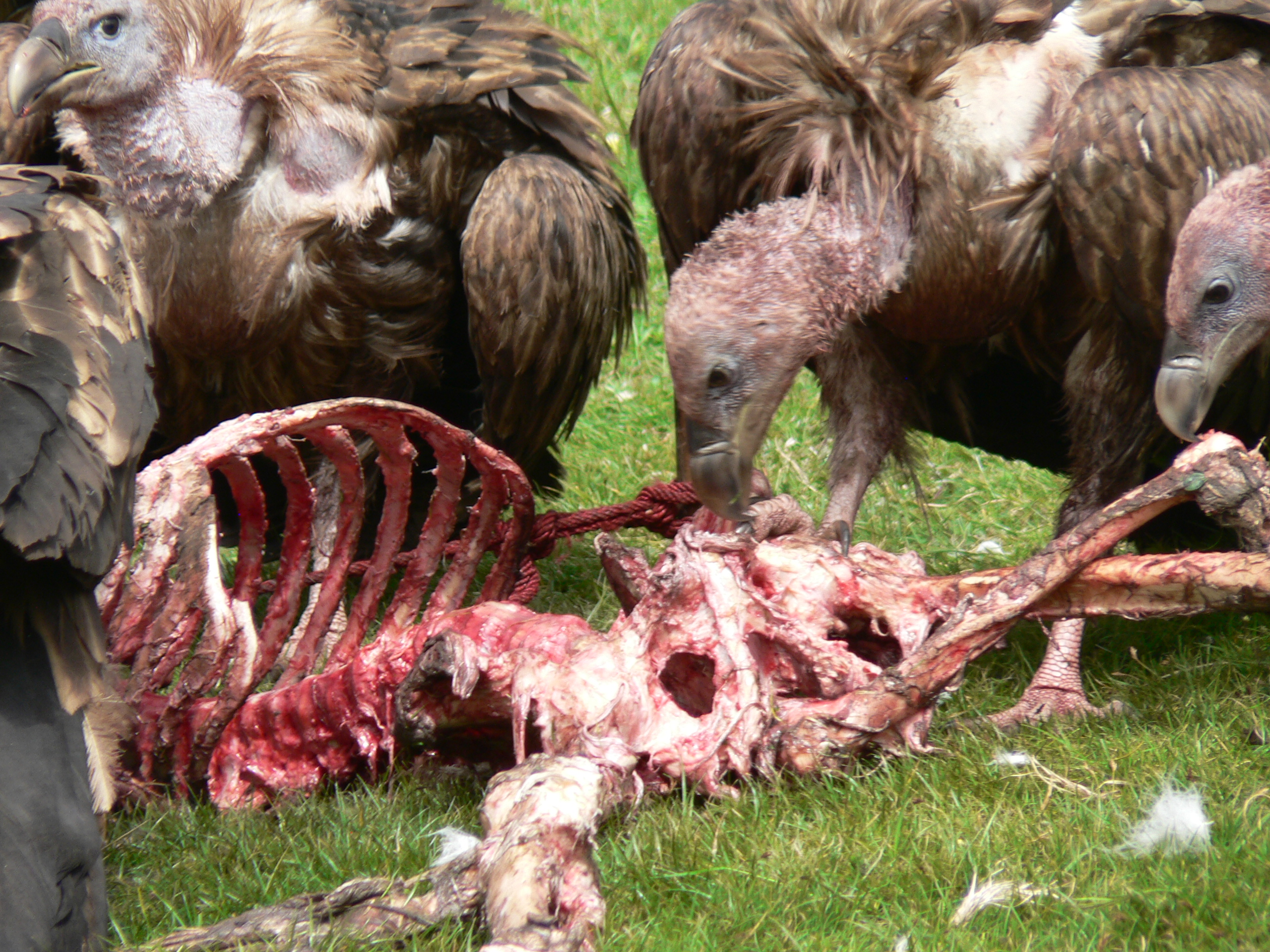
Небесне поховання

Саме такий спосіб поховання багато тибетців донині вважають для себе єдино можливим. Виняток робиться лише для Далай-лами та Панчен-лами. Їх тіла після смерті бальзамують і покривають золотом.
Небесні поховання практикуються на всій території проживання тибетців, включаючи деякі індійські території, наприклад, Ладакх або штат Аруначал-Прадеш. У 1959 році, коли китайська влада остаточно закріпилися на території Тибету, обряд був повністю заборонений. З 1974 року, після численних прохань ченців і тибетців, китайський уряд дозволив відновити «Небесні похорони». Зараз є близько 1100 майданчиків для обряду небесного поховання. Ритуал виконується спеціальними людьми — рог'япами.
Коли людина вмирає, її тіло встановлюють в сидяче положення і так вона «сидить» протягом 24 годин, поки лама читає молитви з Тибетської книги мертвих. Ці молитви призначені допомогти просуванню душі через 49 рівнів бардо — стану між смертю і відродженням.
Через 3 дні після смерті близький друг покійного відносить його на спині до місця поховання. Рог'япа спочатку робить безліч надрізів на тілі та віддає тіло птахам — стерв'ятники роблять основну частину роботи, поїдаючи всю плоть. Далі рог'япа збирає і дробить кістки на спеціальному плоскому камені, змішує кришиво з цампа (ячмінне борошно з маслом із молока яка) і згодовує все це птахам. Тіло знищується без сліду, в тибетському буддизмі вважається, що таким чином душі легше покинути тіло, щоб знайти собі нове.
Тибетці вірять, що кожен хоч раз у житті повинен побачити обряд небесного поховання, щоб усвідомити, відчути всю скороминущість і ефемерність життя.